# Криушино (Псковская область)
Криушино — деревня в Логозовской волости Псковского района Псковской области России.
Расположена в 15 км к западу от центра города Пскова и в 9 км к северо-западу от Неёлово.
| 2001 | 2002 | 2010 | 2012 |
| ---- | ---- | ---- | ---- |
| 22   | ↘21  | ↘12  | ↗18  |